# The Frozen Star
The Frozen Star är en svensk spaghetti-westernfilm från 1977 i regi av Mats Helge Olsson. Den har även betecknats som "lingon-western". I rollerna ses bland andra Isabella Kaliff, Willy Carlsson och Roland von Rainals.

## Om filmen
Inspelningen ägde rum mellan den 16 februari och 3 april 1974 i trakten av High Chaparral utanför Hillerstorp i Småland. Producenter var Olsson och Bengt Erlandsson, manusförfattare Rolf Andersson och fotograf Per Arne Svensson.
Filmen premiärvisades den 7 mars 1977 på biografen Metropol i Värnamo och blev totalsågad. Värnamo Nyheters recensent Bengt Rydsjö skrev "De som betalade för att se filmen är bara att beklaga". Filmen visades sedan i Bredaryd och till den tredje och sista visningen i Svenljunga kom blott två betalande förutom tidningen Se:s reporter och biografvaktmästaren.
Bland filmens scener finns en illa textad skylt som anger "Dalton Jail". Den hänger strax under skylten "Turistridning". En annan scen visar hur sheriffen spikar upp en efterlysning och sedan hörs hammarslagen långt efter att sheriffen gått därifrån. Av de femton som stupar i slutstriden är det några som inte kan hålla sig stilla som lik och några som har nära till skratt. Mot slutet av filmen syns en betande häst i flera minuter samtidigt som förtexterna upprepas. Denna avslutning berodde på att filmen måste vara minst 73 minuter lång för att kunna räknas som långfilm.
Flera recensenter har utnämnt filmen till den sämsta svenska filmen någonsin, till exempel tidningen Aftonbladet.

## Handling
Willy kommer till en trakt som domineras av revolvermannen Bart. Willy förälskar sig i den prostituerade Rose som är under Barts beskydd och Bart jagar därför bort Willy. Willy återkommer dock med flera män och i en uppgörelse med sjutton man stupar femton, däribland Bart. 

## Medverkande
- Isabella Kaliff
- Willy Carlsson
- Roland von Rainals
- Lennart Eriksson (journalist från tidningen FIB Aktuellt)
- Paul Eriksen
- Hans-Gunnar Erlandsson
- Gert Nilsson
- Karl-Axel Dahlgren
- Gustav Hallin
- Bengt Erlandsson
- Per Hessman – stuntman

### Fotnoter
1. 1 2 3 4  ”The Frozen Star”. Svensk Filmdatabas. http://sfi.se/sv/svensk-filmdatabas/Item/?itemid=4995&type=MOVIE&iv=Basic&ref=/templates/SwedishFilmSearchResult.aspx?id%3d1225%26epslanguage%3dsv%26searchword%3dthe+frozen+star%26type%3dMovieTitle%26match%3dBegin%26page%3d1%26prom%3dFalse. Läst 3 maj 2013.
2. ↑  Se nr 12 1977 https://herrtidning.wordpress.com/2013/09/12/mats-helge-olsson-filmen-som-bara-visades-tre-ganger/